# ریبرآ پرتو
ریبرآ پرتو (به پرتغالی: Ribeirão Preto) یک شهر و municipality of Brazil در برزیل است که در ایالت سائوپائولو واقع شده‌است.

## خصوصیات
ریبرآ پرتو ۶۵۱٫۳۷ کیلومترمربع مساحت و ۶۱۹٬۷۴۶ نفر جمعیت دارد و ۵۴۶ متر بالاتر از سطح دریا واقع شده‌است.